# Pierre Martinez (sécurité)
Pour les articles homonymes, voir Pierre Martinez et Martinez.
Pierre Martinez, né le 22 août 1942, est l'ancien directeur de la brigade financière de la police judiciaire. Il a ensuite travaillé au Crédit Lyonnais, puis au sein du groupe Thomson-CSF.

## Biographie
Pierre Martinez est né le 22 août 1942.
Il commence sa carrière en 1973 au Service régional de police judiciaire de Lyon. Il est ensuite nommé à la préfecture de police de Paris en 1974. En 1982, il est nommé directeur de la brigade financière de la police judiciaire. Il y suit suivi les dossiers de l'époque : affaire de la Garantie foncière, affaire Chaumet, affaire Pechiney-Triangle, affaire de la Société Générale, etc.
Le 31 août 1991, il quitte la brigade financière après que Jean-Yves Haberer, PDG du Crédit Lyonnais, l'appelle au secrétariat général du Crédit Lyonnais pour l'assister et le conseiller lors des montages ou des négociations complexes.
Il est ensuite appelé en août 1995 par Alain Gomez, PDG du groupe Thomson-CSF, en tant que directeur délégué à la direction générale des affaires internationales. En 1997, il est nommé vice-président du Groupe et directeur de la sécurité. Il occupe ce poste jusqu'au 31 août 2002 au sein du groupe, devenu Thales,.
Pierre Martinez est l'une des parties civiles de l'affaire Clearstream 2,.